# HKDC1
 (janvier 2024).
La protéine HKDC1  (Hexokinase domain containing 1)  est une enzyme qui chez l'homme est codée par le gène HKDC1 situé dans le chromosome 10. Le nom Hexokinase domain containing 1 pourrait être traduit par « Hexokinase contenant un domaine 1 », mais dans le domaine biomédical, les noms des protéines sont souvent conservés en anglais pour éviter les confusions.
Cette protéine est un enzyme (phosphotransférase), isoforme de l'hexokinase récemment découvert, qui phosphoryle probablement le glucose dans le métabolisme maternel durant la grossesse,.
Hexokinase domain containing 1 est généralement appelé HKDC1, y compris en français. De plus, l'hexokinase est une phosphotransférase qui catalyse la réaction : ATP + D -hexose ADP + D -hexose -6- phosphate 2. Cet enzyme intervient notamment à la première étape de la glycolyse pour convertir le glucose en glucose-6-phosphate2. Le glucose est son principal substrat dans le métabolisme cellulaire normal.

## Structure
Le gène HKDC1 est orienté tête-bêche à côté du gène HK1 sur le chromosome 10,. Cet arrangement, ainsi que la similarité de sa séquence d'acides aminés avec HK1, suggèrent que HKDC1 et HK1 dérivent du même précurseur via un évènement de duplication de gène en tandem,. La similitude entre HKDC1 et HK1 a peut-être empêché sa découverte lors de tests antérieurs d'hexokinases de vertébrés. Contrairement au pseudogène HK2, HKDC1 contient un cadre de lecture ouvert intact de 917 résidus, et est conservé chez toutes les espèces animales, ce qui indique qu'il code pour une protéine fonctionnelle importante.
De plus, la protéine codée contient des sites de liaison au glucose conservés dans ses domaines N et C-terminaux ainsi qu'un site de liaison ATP dans son domaine C-terminal, indiquant que son C-terminal est capable d'activité hexokinase,.

## Fonctions
En tant que cinquième isoforme de l'hexokinase récemment identifiée, HKDC1 catalyse la première étape obligatoire et limitante du métabolisme du glucose, qui est la phosphorylation du glucose dépendante de l'ATP en G6P.
Sa fonction biologique complète reste floue, mais il a été suggéré que HKDC1 joue un rôle plus important dans le métabolisme du glucose pendant la grossesse, car la mère aurait alors besoin de fournir suffisamment d'énergie pour elle-même et pour le fœtus en croissance,. HKDC1 est exprimé de manière omniprésente, mais avec des niveaux d'expression les plus élevés dans les cellules du pharynx, du thymus, du côlon, de l'œsophage et des tissus oculaires,.

## Importance clinique

### Cancer
Comparativement aux autres hexokinases, HKDC1 est considérablement surexprimée dans les tissus cancéreux, ce qui laisse penser que cette isoforme pourrait jouer un rôle important et différent dans les cellules d'un cancer en croissance.
D'autres expériences clarifiant ce rôle seront nécessaires pour développer HKDC1 en tant que cible thérapeutique.

### Hyperglycémie gestationnelle
Plusieurs variantes régulatrices, dont divers activateurs, ciblant l'expression de HKDC1 ont été associées à l'hyperglycémie gestationnelle chez les femmes enceintes.
Étant donné que les niveaux de glucose maternels pendant la grossesse ont un impact sur la santé fœtale et ultérieure, une meilleure compréhension des mécanismes génétiques sous-jacents à la glycémie maternelle pendant la grossesse pourrait aider à identifier et à aider les femmes à risque,.